# Estland op de Europese kampioenschappen atletiek 2010
Estland werd vertegenwoordigd door zeventien atleten op de Europese kampioenschappen atletiek 2010.

## Deelnemers
| Onderdeel          | Mannen                                     | Vrouwen          |
| ------------------ | ------------------------------------------ | ---------------- |
| 200 m              |                                            | Ksenija Balta    |
| 400 m              |                                            | Maris Mägi       |
| 5000 m             | Tiidrek Nurme                              |                  |
| 400 m horden       | Aarne Nirk                                 |                  |
| Hoogspringen       |                                            | Anna Iljuštšenko |
| Verspringen        | Tõnis Sahk                                 | Ksenija Balta    |
| Hink-stap-springen | Jaanus Uudmäe Igor Syunin                  | Veera Baranova   |
| Kogelstoten        | Taavi Peetre                               |                  |
| Discuswerpen       | Gerd Kanter Märt Israel Aleksander Tammert |                  |
| Tienkamp/Zevenkamp | Mikk Pahapill Andres Raja Mikk Mihkel Arro | Grit Šadeiko     |

## Resultaten

### 200m vrouwen
- Ksenija Balta
  - Reeksen: 15de met 23,75 (Q)
  - Halve finale: gediskwalificeerd

### 400m vrouwen
- Maris Mägi
  - Reeksen: 11de in 52,85 (NQ)

### 400m horden mannen
- Aarne Nirk
  - Reeksen: 52,75 (NQ)

### 5000m mannen
- Tiidrek Nurme
  - Reeksen: 16de in 13.49,19 (NQ)

### Verspringen

#### Mannen
- Tõnis Sahk
  - Kwalificatie: 28ste met 7,46m

#### Vrouwen
- Ksenija Balta
  - Kwalificatie: 6,53m (NQ)

### Hink-stap-springen

#### Mannen
- Jaanus Uudmäe
  - Kwalificatie: 16,72m (NQ)
- Igor Syunin
  - Kwalificatie: 16,35m (NQ)

#### Vrouwen
- Veera Baranova
  - Kwalificatie: 17de met 13,97m (NQ)

### Hoogspringen vrouwen
- Anna Iljuštšenko
  - Kwalificatie: 1,92m (NR) (Q)
  - Finale: 11de met 1,85m

### Kogelstoten mannen
- Taavi Peetre
  - Kwalificatie: 14de met 19,42m (NQ)

### Discuswerpen mannen
- Gerd Kanter
  - Kwalificatie: 2de met 65,43m (Q)
  - Finale: 4de met 66,20m
- Märt Israel
  - Kwalificatie: 5de met 63,99m (Q)
  - Finale: 9de met 62,59m
- Aleksander Tammert
  - Kwalificatie: 19de met 60,07m (NQ)

### Zevenkamp
- Grit Šadeiko
  - 100m horden: 13,84 (SB) (1001ptn)
  - Hoogspringen: 1,71m (=PB) (867ptn)
  - Kogelstoten: 10,78m (581ptn)
  - 200m: 24,99 (888ptn)
  - Verspringen: 6,10m (880ptn)
  - Speerwerpen: 45,27m (769ptn)
  - 800m: 2.23,64 (775ptn)
  - Eindklassement: 19de met 5761ptn

### Tienkamp
- Mikk Pahapill:
  - 100m: 11,18 (821ptn)
  - Verspringen: 7,67m (977ptn)
  - Kogelstoten: 14,93m (785ptn)
  - Hoogspringen: 2,07m (SB) (868ptn)
  - 400m: 50,13 (SB) (809ptn)
  - 110m horden: 14,38 (926ptn)
  - Discuswerpen: 46,79m (804ptn)
  - Polsstokhoogspringen: 4,95m (SB) (895ptn)
  - Speerwerpen: 59,16m (725ptn)
  - 1500m: 4.38,99 (687ptn)
  - Eindklassement: 4de met 8298ptn (PB)

- Andres Raja
  - 100m: 11,00 (861ptn)
  - Verspringen: 7,38m (905ptn)
  - Kogelstoten: 13,90m (722ptn)
  - Hoogspringen: 2,04m (PB) (840ptn)
  - 400m: 49,12 (SB) (856ptn)
  - 110m horden: 14,20 (949ptn)
  - Discuswerpen: 39,64m (657ptn)
  - Polsstokhoogspringen: 4,55m (775ptn)
  - Speerwerpen: 59,34m (SB) (728ptn)
  - 1500m: 4.37,13 (PB) (698ptn)
  - Eindklassement: 10de met 7991ptn

- Mikk Mihkel Arro
  - 100m: 11,19 (819ptn)
  - Verspringen: 7,21m (864ptn)
  - Kogelstoten: 13,79m (715ptn)
  - Hoogspringen: 1,86m (679ptn)
  - 400m: 51,58 (743ptn)
  - 110m horden: 14,91 (860ptn)
  - Discuswerpen: 39,00m (644ptn)
  - Polsstokhoogspringen: geen sprong
  - Speerwerpen: opgave

Albanië · Andorra · Armenië · Azerbeidzjan · België · Bosnië en Herzegovina · Bulgarije · Cyprus · Denemarken · Duitsland · Estland · Finland · Frankrijk · Georgië · Gibraltar · Griekenland · Groot-Brittannië · Hongarije · Ierland · IJsland · Israël · Italië · Kroatië · Letland · Liechtenstein · Litouwen · Luxemburg · Macedonië · Malta · Moldavië · Monaco · Montenegro · Nederland · Noorwegen · Oekraïne · Oostenrijk · Polen · Portugal · Roemenië · Rusland · San Marino · Servië · Slovenië · Slowakije · Spanje · Tsjechië · Turkije · Wit-Rusland · Zweden · Zwitserland